# Kuratorium für den Wiederaufbau des deutschen Wirtschaftslebens
Das Kuratorium für den Wiederaufbau des deutschen Wirtschaftslebens (KfW) war eine im Dezember 1918 gegründete Lobbyorganisation liberal eingestellter deutscher Industrieller und Bankiers in der Weimarer Republik.

## Das Kuratorium
Das Kuratorium wurde nach der Novemberrevolution unter Führung von Carl Friedrich von Siemens zur Parteienfinanzierung gegründet. Es wurde besonders die linksliberale DDP unterstützt.
Zur Wahl zur Deutschen Nationalversammlung 1919 wurden 4,8 Millionen Reichsmark aufgebracht. Davon erhielt die DDP 1 Million und die DVP und DNVP jeweils 500.000 Reichsmark. Zur Reichstagswahl 1928 unterstützte das Kuratorium sechs Politiker der DDP, fünf der DVP und einen der DNVP.
1924 wurden 12 Kandidaten der DNVP, 18 der DVP, 11 der DDP und 5 des Zentrums unterstützt und die Gelder nach diesem Schlüssel verteilt.
Gustav Stresemann bat 1919 in einem Brief an W. von Siemens, wegen des „Ausbaues unserer Zentralorganisation in Berlin“ „seitens Ihres Kuratoriums einen festen Betrag für die nächsten Jahre“ und erlaubte sich eine „Höhe von 100 000,-“ vorschlagen zu dürfen. Außerdem schlug er vor, dass ein Mitglied des Kuratoriums dem Finanzausschuss der Deutschen Volkspartei beitreten solle.
1930 wurde das Kuratorium instabil und löste sich auf. Zuerst traten die Berliner Großbanken aus und bildeten einen eigenen Fond, dann Ernst Borsig.

## Mitglieder
- Carl Friedrich von Siemens
- Emil Georg von Stauß[1]
- Ernst Borsig
- Felix Deutsch (AEG)
- Hans von Raumer[1]
- Eduard Mosler[1]
- Hugo Cassirer (Dr. Cassirer & Co. AG)
- Sally Segal (Rütgerswerke AG)
- Max Levy
- Otto Frentzel